# الملكة السوداء (آل التنين)
«الملكة السوداء» (بالإنجليزية: The Black Queen)‏ هي الحلقة العاشرة والأخيرة من الموسم الأول لمسلسل إتش بي أو الدرامي الفنتازي التلفزيوني آل التنين. كتب الحلقة ريان كوندال، وأخرجها غريغ يايتانيس. تم بثها لأول مرة في 23 أكتوبر 2022. قبل يومين من بثها، تم تسريب الحلقة عبر الإنترنت وتم مشاركتها بين العديد من المعجبين عبر مواقع التورنت غير القانونية.
تصور الحبكة وصول رينيس إلى دراغونستون من كينغز لاندينغ لإيصال أخبار وفاة فيسيريس، تليها تتويج رينيرا ومناقشة حلفائها المحتملين، وإرسالها لوسيريس إلى ستورمز إند للحصول على اعتراف بوروس باراثيون بها كملكة. لسوء الحظ، التقى لوسيريس، بدهشته، مع إيموند، مما أدى إلى مطاردته من قبل إيموند أثناء ركوب كلٍ منهما لتنانينهم، مما أدى إلى قتل لوسيريس وتنينه آراكس من قبل تنين أيموند فيغار.
تلقت الحلقة مراجعات إيجابية للغاية، حيث أشاد النقاد بالكتابة، والقطع الموسيقية، والتشويق والإعداد للموسم التالي، والتسلسل الكامل في ستورمز إند، والأداءات، خاصةً إيما دارسي، إيوان ميتشل، ومات سميث.

## الحبكة
يخبر الأمير لوسيريس والدته، الأميرة رينيرا، أنه لا يريد أن يكون سيد دريفتمارك؛ وهي تُطمنه. تصل الأميرة رينيس إلى دراغونستون وتُخبر رينيرا والأمير ديمون بوفاة الملك فيسيريس وتتويج الأمير إيغون الثاني كملك. رينيرا المصدومة، تدخل في المخاض المبكر؛ ترفض المساعدة وتلد مولودًا ميتًا. يعتقد ديمون أن فيسيريس قُتل ويستعد للحرب، على الرغم من أن الأمير جاكيرس يقول لديمون أنه يحتاج إلى إذن رينيرا للتصرف. في جنازة طفل رينيرا، وصل سير إريك كارغيل لمنحها تاج فيسيريس. يبايعها ويتوجها ملكة؛ وينحي ديمون والحاضرون الآخرون، بإستثناء رينيس.
يصل سير أوتو هايتور مع شروط السلام من الملكة الأرملة أليسنت، وتذكار عاطفي، صفحة مزقتها رينيرا من كتاب في حضور Alicent: إذا اعلنت رينيرا الولاء، فستحصل هي وورثتها على دراغونستون ودريفتمارك وأماكن في بلاط إيغون، بالإضافة إلى العفو عن أولئك الذين عارضوا إيجون. تمنع رينيرا ديمون الغاضب من قتل أوتو، وتؤخر إجابتها وتفكر بشكل خاص في الاستسلام لمنع الحرب، معتقدة أنه من واجبها توحيد العالم ضد التهديد الذي تنبأ به حلم إيغون الغازي. لهذا، يخنقها ديمون بغضب، مشيرًا إلى أن التنانين تصنع الملوك، والأحلام لا تفعل ذلك. تقول أن فيسيريس لم يُخبر ديمون أبدًا عن الحلم.
تعافى اللورد كوريليس فيلاريون إلى حد كبير من إصاباته التي لحقت به خلال فوزه في ستيبستونز ضد التحالف الثلاثي. نجحت رينيس في إقناعه بأداء قسم الولاء لفصيل رينيرا «السود»؛ في تجمع اللوردات على خريطة ويستروس المنحوتة على الطاولة، يقترح Corlys حصار ممرات الشحن الخاصة بكينغز لاندينغ. لبناء جيش كبير، وافقت رينيرا على إرسال أبنائها على ظهر التنين (تطوع جاكيرس بنفسه ولوسيرس) لتجنيد السيدة جين آرين واللورد كريغان ستارك واللورد بوروس باراثيون لقضيتها. يخطط ديمون لتجنيد راكبي التنانين، ويوقظ فيرميثور، وهو تنين بحجم فيغار تقريبًا.
بينما يسافر جاكيرس إلى إيري ووينترفيل، يسافر لوسيريس إلى ستورمز إند لمقابلة بوروس، ويجد الأمير إيموند هناك بالفعل. يمرر لوسيريس إلى بوروس رسالة من رينيرا، تذكره بقسم والده لدعمها. يكشف بوروس أن إيموند قد قدم بالفعل عرض إيغون لعقد زواج من بنات بوروس. عندما يكشف لوسيريس أنه خاطب بالفعل، يرفض بوروس دعم رينيرا، لأنها لم تقدم له شيئًا.
يحاول لوسيريس المغادرة، لكن إيموند يطلب منه عينًا كدفعة مقابل قطع عين إيموند قبل سنوات. عندما يرفض لوسيريس، يمنع بوروس إراقة الدماء في قاعته ويسمح للوسيريس بالمغادرة على تنينه آراكس. يركب أيموند تنينه فيغار ويطارد لوسيريس. ضد رغبات راكبيهم: آراكس يحرق فيغار، ثم فيغار يقتل لوسيريس وآراكس، ويُصدم إيموند. عندما أبلغ دييمون رينيرا بوفاة لوسيريس، شعرت بالحزن والغضب.

## الإنتاج

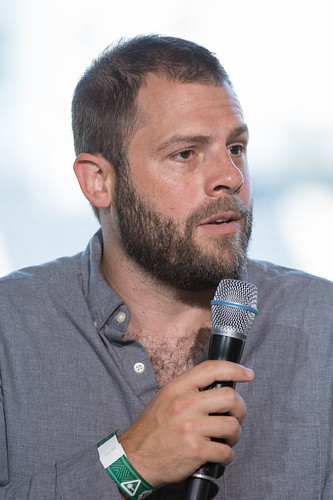
كتب صانع العمل ريان كوندال نهاية الموسم.

### الكتابة
كُتبت حلقة «الملكة السوداء» من قبل صانع العرض والمنتج التنفيذي ريان كوندال، مسجلاً رابع رصيد كتابي له في المسلسل، بعد «ورثة التنين» و«الأمير المارق» و«الثاني من اسمه».

### التصوير
الحلقة من إخراج غريغ يايتانيس، لتكون هذه هي المرة الثالثة له كمخرج للمسلسل بعد حلقتي «الأمير المارق» و«الثاني من اسمه».

### الطاقم
بعد وفاة الأمير لوسيريس فيلاريون، تمثل الحلقة الظهور الأخير لإليوت جريهولت.

## الاستقبال

### الاستقبال النقدي

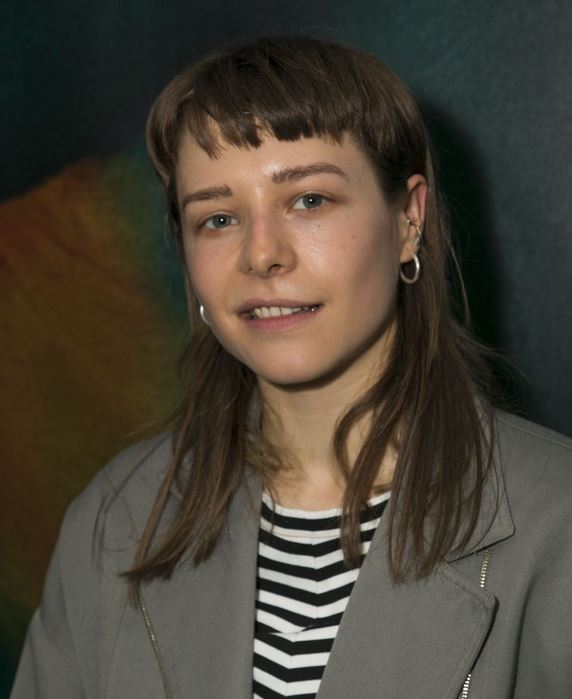
تلقت دارسي اشادة من النقاد لأدائهم في الحلقة.

قوبلت حلقة «الملكة السوداء» بتعليقات إيجابية للغاية. في مجمّع المراجعات روتن توميتوز، حصلت على تصنيف موافقة بنسبة 90% بناءً على 29 مراجعة، بمتوسط تقييم 8.5/10. حصل على تصنيف 5 من أصل 5 نجوم من توم بيرسيفال من ديجيتال فيكس، و 4.5 من أصل 5 نجوم من أليك بوجالاد من دن أوف جيك و أوليفر فاندرفورت من قيم رانت، و 4 من أصل 5 نجوم من إد باور من التلغراف و هيلاري كيلي من النسر. وقال بيرسيفال إن مغادرة الموسم الأول كانت بمثابة «خاتمة ممتازة» لهذا الموسم. في مراجعته، كتب باور، "مع خاتمة المسلسل، استولى آل التنين بشكل قاطع على التاج [...] وحمل العصا من لعبة صراع العروش دون عناء. كما أُسدل الستار في موسمه الأول، تم التأكيد على أن لديه القدرة على الارتفاع إلى عروش في أفضل حالاته». مراجعة لآي جي إن، أعطته هيلين أوهارا درجة «مذهلة» بدرجة 9 من أصل 10 وكتبت في رأيها، «لقد كان الموسم الأول بطيئًا أحيانًا لآل التنين، لكن التأثير العاطفي لهذه النهاية يظهر أن كل هذا الوضع قد أنشأ شخصيات تهتم بها وتستثمر فيها. كما أنه يبدأ رقصة التنانين بجدية مع أفضل مشهد حركة لهذا الموسم». وصفها إريك كين من فوربس بأنها «نهاية الموسم الهائلة والقوية» وأنها «تجاوزت كل التوقعات». واعتبر كاميرون فرو من دكسيرتو أنه «تلفزيون مذهل» واعتبر المسلسل ككل «أفضل عرض تلفزيوني لعام 2022».
أشاد النقاد بأداء الممثلين، لا سيما دارسي وميتشل وسميث، مع تمييز أداء الأول باعتباره أبرز ما في الحلقة. وجد جيريمي إيغنر من صحيفة نيويورك تايمز أداءهم «رائعًا»، اعتبره بول ديلي من تي في فناتك أنه «واحد من أكثر العروض لفتًا للانتباه في تاريخ الفرنشايز»، بينما وصفته ليسيت لانوزا ساينز من سي بي أر بأنه يستحق الإيمي.
بعض المشاهد التي ذكرها النقاد مثل تتويج رينيرا كملكة، التسلسل الكامل في ستورمز إند، خاصة مطارد إيموند للوسيريس وسط عاصفة ممطرة، والمشهد الأخير. أشاد العديد من النقاد بالتغيير في توصيف إيموند من المصدر، والذي لم يكن ينوي قتل لوسيريس. وأشار بوجالاد إلى القرار كوسيلة لإضفاء الطابع الإنساني على إيموند. ومن الجوانب الأخرى للحلقة التي أبرزها النقاد إخراج يايتانيس، والقطع الموسيقية لجوادي، والإعداد للموسم الثاني.

## وصلات خارجية
- «الملكة السوداء» على إتش بي أو (بالإنجليزية)
- «الملكة السوداء» على قاعدة بيانات الأفلام على الإنترنت (بالإنجليزية)